# Дуба (річка)
Дуба (пол. Duba) — права притока р. Чечва, довжиною 24 км.

## Загальна інформація
Річка бере початок у Дубенському лісі, що поблизу села Дубшари. Протікає населеними пунктами с. Дуба, с. Цінева, смт. Рожнятів, с. Сваричів, де впадає в р. Чечва. Береги річки носять переважно рівнинний характер. Дно кам'янисте, місцями мулисте. Річку населяють наступні види риб: мересниця, пічкур, окунь, верховодка, плітка. Трапляється форель.
Між с. Цінева та смт. Рожнятів на річці споруджена дамба та шлюзи для накопичення та додаткового забезпечення водних ресурсів Чечвинського водосховища в період посухи. Канал прямує вздовж ур. Батин та через центр Рожнятова і завершується шлюзом, від якого комунікації вели воду до водосховища. На даний момент шлюзи не функціонують. Селище Рожнятів інтенсивно забруднює річку Дуба та через неї — річку Чечва.
Основні притоки: Рипне, Млинівка (праві); Цинява, Смерека (ліві).